# جونگ چان-وو (خواننده)
جونگ چان-وو (کره‌ای: 정찬우؛ زادهٔ ۲۶ ژانویه ۱۹۹۸) که بیشتر با نام چان‌وو (انگلیسی: Chanwoo) و همچنین نام هنری چان (انگلیسی: Chan) شناخته می‌شود، خوانندهٔ اهل کره جنوبی و یکی از اعضای گروه پسرانهٔ کره‌ای آیکون زیر نظر وای‌جی انترتینمنت است. او به خاطر ایفای نقش همتای جوانی لی مین-هو در درام‌های پسران فراتر از گل‌ها (۲۰۰۹) و وارثان (۲۰۱۳) شناخته می‌شود.